# مونوي، نبراسكا

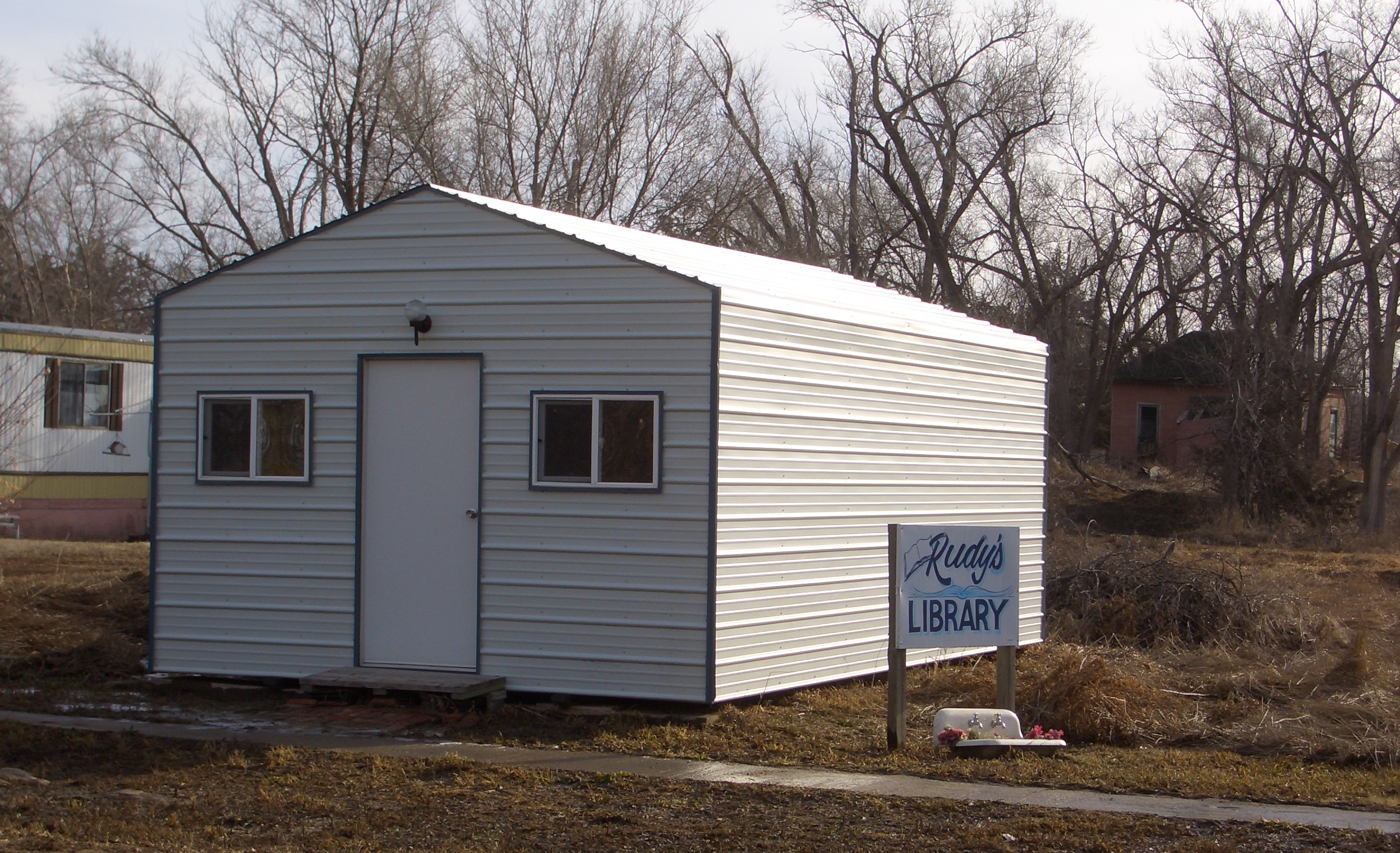
مكتبة رودي

مونوي /ˈmɒnoʊwaɪ/ MON-oh-wye ) هي قرية مدمجة في مقاطعة بويد، نبراسكا، الولايات المتحدة. وقد حظيت بتقدير وطني ودولي  بعد أن أحصى تعداد الولايات المتحدة لعام 2010 مقيمًا واحدًا فقط في القرية، وهي إلسي إيلر.  على الرغم من أن تعداد عام 2020 ذكر أن عدد سكان مونوي هو اثنان،  فقد تم تأكيد ذلك باعتباره مثالاً على الخصوصية التفاضلية في بيانات التعداد؛ يظل إيلر المقيم الوحيد في المدينة.
وفقًا للتقاليد، فإن اسم مونوي يعني "زهرة" في لغة أمريكية أصلية غير محددة. تم تسمية مونوي بهذا الاسم بعد نمو العديد من الزهور البرية في الموقع الأصلي للقرية.

## تاريخها
تم تخطيط مونوي عام 1903، عندما تم تمديد خط سكة حديد ماسون وإلكهورن وميسوري فالي إلى تلك النقطة. تم إنشاء مكتب بريد في مونوي في عام 1902 وظل يعمل حتى عام 1967.
بلغت مونوي ذروة ازدهارها في الثلاثينيات من القرن العشرين، عندما بلغ عدد سكانها 150 شخص مثل العديد من المجتمعات الصغيرة الأخرى في السهول الكبرى، فقدت سكانها صغار السن لصالح المدن التي كانت تشهد نمو وتوفر فرص عمل أفضل.
خلال التعداد الساني للولايات المتحدة 2000، بلغ إجمالي عدد سكان القرية شخصين؛ وكان يعيش هناك زوجان متزوجان فقط، رودي إيلر وإلسي إيلر. توفي رودي في عام 2004، تاركًا زوجته المقيمة الوحيدة في القرية. وبصفتها هذه، تعمل كرئيسة للبلدية، ومنحت نفسها ترخيص لبيع الخمور. يُطلب منها إعداد خطة طريق بلدية كل عام من أجل تأمين التمويل الحكومي لأعمدة الإنارة الأربعة في الشوارع في القرية.
على الرغم من أن القرية مهجورة تقريبًا، إلا أنها تحتوي على بار يسمى Monowi Tavern، تديره إلسي إيلر نفسها للمسافرين والسياح الذين يمرون من المنطقة. بالإضافة إلى ذلك، تحتفظ إيلر بمكتبة رودي التي تحتوي على خمسة آلاف مجلد، والتي تأسست تخليداً لذكرى زوجها الراحل.
عام 2018 ظهرت القرية في إعلانات تجارية لشركة أربيز و مركز الحصافة. كما تم استخدام القرية كنقطة بداية لأكبر ملصق إعلاني في العالم، والذي تم الانتهاء منه في 13 يونيو 2018.

### بيانات التعداد السكاني
بعد تعداد الولايات المتحدة لعام 1990، لاحظت إيلر أن عدد سكان مونوي كان خطأ، واتصل بمذيع الراديو بول هارفي لنشر الخطأ. وبعد سنوات، أظهرت المعلومات الأولية من تعداد عام 2020 أن عدد سكان مونوي ارتفع إلى اثنين. ومع ذلك، نفت إيلر أن يكون أي شخص قد انتقل إلى المدينة، وقال متحدث باسم مكتب الإحصاء الأمريكي إن المقيم الثاني المزعوم كان في الواقع شكلاً من أشكال" الضوضاء ... المضافة إلى بيانات [التعداد]"، حيث تم إدراج بعض الأفراد في منطقة حدودية لحماية هوية المشاركين في التعداد.

## الجغرافيا
وفق تقارير مكتب الإحصاء الأمريكي، تبلغ المساحة الإجمالية للقرية 0.21 ميل مربع (0.54 كـم2)، كل الأرض. تقع القرية في الجزء الشرقي الأقصى من مقاطعة بويد، في المنطقة الشمالية الشرقية من نبراسكا. تقع بين نهر نيوبرارا ونهر ميسوري الأكبر. أقرب مجتمع إلى مونوي هو لاينتش، الذي يقع على بعد حوالي 6.92 ميل (11.14 كـم) بعيدا. تقع القرية على بعد حوالي 193.97 ميل (312.16 كـم) من أوماها.

## التركيبة السكانية
تسلط بيانات التعداد السكاني لمنطقة مونوي الضوء على تفردها، وذلك بسبب التفرد العددي لسكانها. اعتبارًا من عام 2010:
- كان إجمالي السكان شخص واحد (مواليد 1935، أنثى، بيضاء، اسمها إلسي).
- كانت هي ربة المنزل الوحيدة، وتعيش بمفردها.
- من بين الوحدات السكنية الثلاث في مونوي، كانت شقتها فقط مشغولة.

## التعليم
تقع المنطقة ضمن مدارس مقاطعة بويد العامة. كانت المنطقة في السابق ضمن منطقة مدارس لينش العامة في لينش. تم دمج منطقة لينش في منطقة مقاطعة بويد في يونيو 2017.